# Poppel (Lanitz-Hassel-Tal)
Poppel ist seit dem 1. Juli 2009 ein Ortsteil der Gemeinde Lanitz-Hassel-Tal im Burgenlandkreis in Sachsen-Anhalt. Bis zum 30. Juni 2009 gehörte Poppel zur selbstständigen Gemeinde Taugwitz.

## Geografie
Poppel liegt zwischen Apolda und Naumburg (Saale) am Rand der Finne, einem Bergrücken an der Landesgrenze Sachsen-Anhalt/Thüringen. Durch den Ort fließt der Lißbach.

## Geschichte
Die Dörfer Poppel und Taugwitz sind Slawensiedlungen, die als Rundlinge um einen Platz und eine Wasserstelle entstanden. Dies geschah nach der Schlacht bei Burgscheidungen 531 bis etwa 700. Die Flurnamen sind jedoch deutsch und finden sich urkundlich im Register des Klosters Pforta (Poppel 1271; Taugwitz 1307). Der Ortsname „Poppel“ oder „Popadel“ bedeutet „Gut eines Poppo“.
Poppel gehörte ursprünglich zum Besitz der Grafen zu Mansfeld und Osterfeld. Ab 1271 kam der Ort schrittweise durch Verkauf an das Kloster Pforta. Die Gerichtsbarkeit über den Ort bekam das Kloster von den Landgrafen von Thüringen aus dem Haus Wettin.
Nach der Säkularisation des Klosters Pforta im Jahr 1540 gehörte Poppel von 1543 bis 1815 zum kursächsischen Amt Pforta. Durch die Beschlüsse des Wiener Kongresses kam der Ort zu Preußen und wurde 1816 dem Landkreis Naumburg im Regierungsbezirk Merseburg der Provinz Sachsen zugeteilt, zu dem er bis zur Auflösung des Kreises 1932 gehörte.
Das genaue Eingemeindungsdatum von Poppel nach Taugwitz ist unbekannt, es geschah jedoch vor 1950. Seit dem Zusammenschluss der Gemeinden Möllern und Taugwitz am 1. Juli 2009 ist Poppel ein Ortsteil der neuen Gemeinde Lanitz-Hassel-Tal.

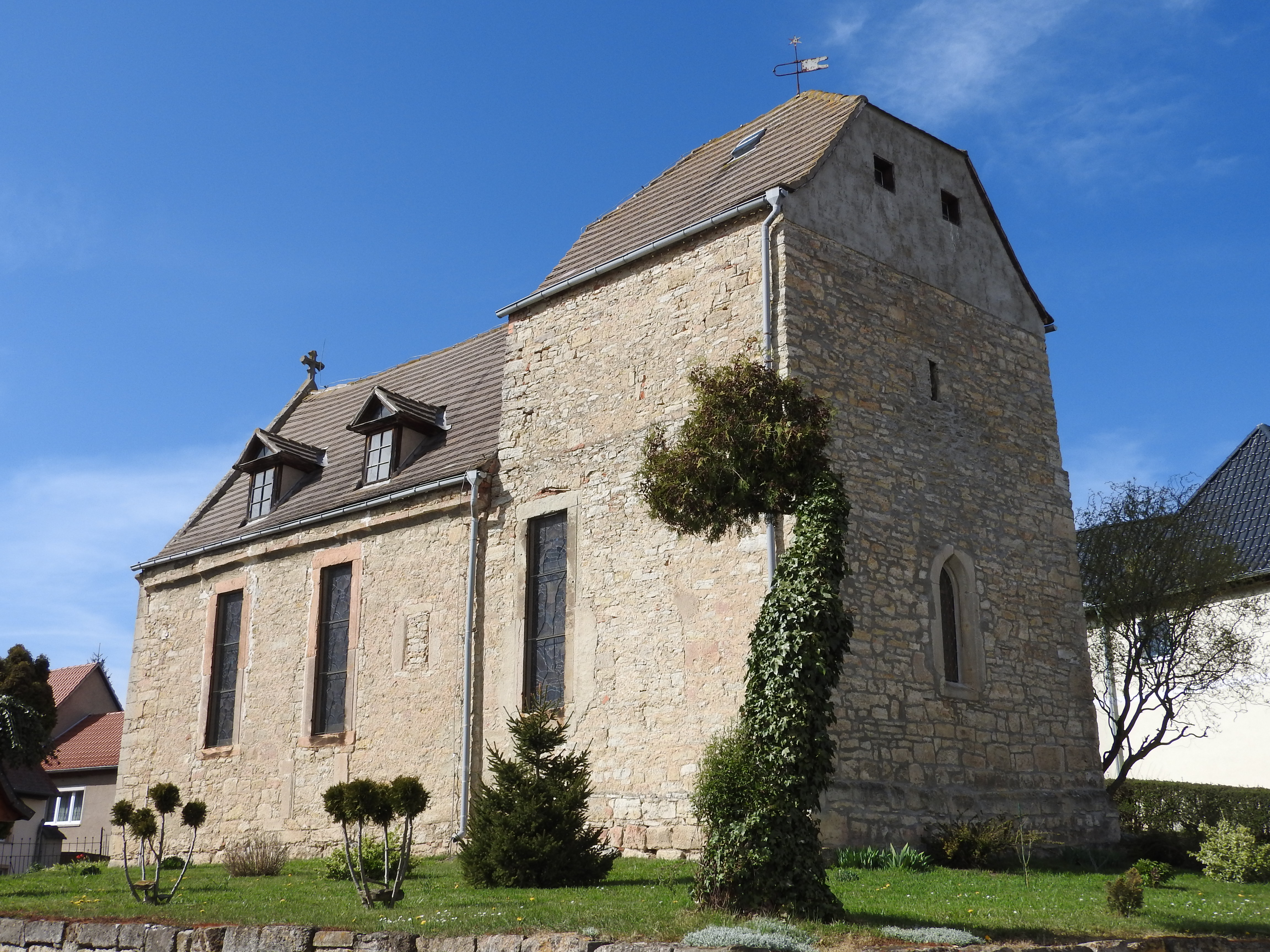
Kirche Poppel

## Kirche
Die Kirche ist eine inmitten des Rundlings gelegene kleine gotische Chorturmkirche. Der niedrige Turm ist mit Krüppelwalmdach gedeckt; das Schiff wurde im Jahr 1734 umgebaut. Das Innere ist mit einer hölzernen Spiegeldecke abgeschlossen, Emporen sind an der West- und Nordseite eingebaut. An der Südwand sind Fragmente spätgotischer Wandmalereien erhalten, welche die Heiligen Barbara und Dorothea zeigen. Ein schlichter barocker Kanzelaltar und ein geschnitzter Taufengel bilden die Ausstattung. Die Orgel ist ein Werk von Wilhelm Heerwagen aus dem Jahr 1864. Eine Bronzeglocke wurde im Jahr 1650 von Johann Berger gegossen.

## Verkehr
Südlich des Ortsteils verlief früher die Via Regia, deren Verlauf in diesem Abschnitt die heutige Bundesstraße 87 von Apolda nach Naumburg (Saale) aufgreift.